# NosTale
NosTale è un videogame di genere MMORPG freeware, sviluppato dalla Entwell e pubblicato in Italia dall'azienda tedesca Gameforge. Venne commercializzato dal 2006 in Corea, ed in seguito tradotto in giapponese, cinese, tedesco, italiano, inglese, francese, polacco, turco, ceco, russo, spagnolo e tailandese. Dal 18 settembre 2017, il videogioco è disponibile anche sulla piattaforma Steam.
NosTale è un gioco di ruolo on-line gratuito, nel quale i giocatori si muovono in un'ambientazione fantasy.

## Trama

### Forza degli elementi - Prologo
Lo scenario del gioco comprende un luogo e un tempo in cui uomini e creature mitiche vivevano in completa armonia con la natura, in un mondo di pace, creato dalla Dea Ancelloan. In quei tempi nacquero popoli come i Kovolts, i Koaren e i Catsy, popoli che vivevano in un mondo a sé stante, lontani dagli uomini. Gli spiriti della foresta insegnarono agli abitanti ad utilizzare le forze della natura e ben presto arrivarono a detenere il potere sul fuoco, l'acqua, la luce e l'oscurità.

### La ribellione
Gli uomini e il popolo dei Kovolts, che vivevano al di fuori della città, convivevano pacificamente, ma questa armonia non durò a lungo, infatti i Kovolts si ribellarono a causa delle dure condizioni di lavoro nelle miniere, condannando i due popoli a vivere conflitti e cospirazioni. Gli umani della costa orientale assoldarono valorosi guerrieri per domare questa insurrezione.

### Arrivo dell'avventuriero
Per prendere parte ad una grande battaglia, giovani ed inesperti avventurieri giunsero da lontano in un piccolo villaggio di nome NosVille. Con impegno e fatica furono addestrati alle diverse arti del combattimento. Alcuni divennero maestri della magia, altri grandi conoscitori dell'arte della spada, mentre altri ancora arcieri dalla mira incredibile; questi coraggiosi guerrieri si aggirarono nel villaggio alla ricerca di tesori e sfide.

### Atto 1 - L'Albero di Fernon
Un tempo, gli esseri umani convivevano pacificamente con il popolo dei Kenko, un ceppo dei Kovolt. Questa armonia, però, non durò molto: I Kenko si ribellarono a causa delle stremanti condizioni del loro lavoro nelle miniere al servizio degli uomini. La situazione peggiorò di giorno in giorno, così che l'insurrezione dei Kenko si trasformò in una guerra. Il conflitto avrebbe potuto condurre alla resurrezione dell'Albero di Fernon e a far sprofondare il mondo nel caos.

### Atto 2 - La resurrezione dell'Albero di Fernon
La pace fra gli uomini e i Kovolt si ristabilì. Nessuno, però, è certo che la resurrezione dell'Albero di Fernon sia stata del tutto fermata. I Catsy, membri di una tribù misteriosa dall'aspetto felino e nemici dei Kovolt, possiedono una chiave, che tengono ben nascosta, che permetterebbe di sigillare l'Albero di Fernon e di salvare il mondo. Solo gli esseri umani possono tentare di riappacificare i Catsy e i Kovolt e di conseguenza proteggere il mondo dalla rovina.

### Atto 3 - L'arrivo di una creatura pericolosa
Grazie alle valorose azioni del giocatore, il male venne sconfitto e la pace tornò a regnare ovunque. La tua avventura, però, non è ancora conclusa! Un enorme e viscido verme ha contaminato la falda acquifera che fornisce l'acqua agli abitanti di NosVille! Calvin Coach e Mimi Mentor, nel momento in cui l'acqua è stata contaminata, si comportano in modo molto strano. Ma non è tutto: l'arrivo dei demoni minaccia di creare sia una catastrofe che un nuovo conflitto, conflitto che metterà il giocatore a dura prova. Ma c'è una speranza: l'incontro di una fanciulla, che crede nel valore della vita, con un ragazzo alla ricerca del senso della vita.

### Atto 4 - Glacernon
Nel mondo di NosTale regna di nuovo la calma. Su Glacernon, l'isola del ghiaccio eterno, si verifica un evento imprevisto. NosVille necessita urgentemente dell'aiuto dei potenti maghi del ghiaccio. Glacernon è un'enorme zona dedicata ai combattimenti PvP, nella quale hanno luogo gli scontri tra due diverse fazioni opponenti: gli Angeli e i Demoni. Ogni giocatore ha la possibilità di scegliere, entrando a far parte di una famiglia, a quale fazione appartenere.

### Atto 5 - Parte 1 - La Spada infuocata
I mercanti Akamur hanno bisogno d'aiuto per combattere contro i predoni del deserto. Il compito del giocatore consiste nell'esplorare il tempio, la zona circostante e le rovine, nell'affrontare un gravoso viaggio nella regione desertica e nel perlustrare l'accampamento dei pericolosi predoni del deserto. Mentre il giocatore indaga sulle cause dell'attacco ai danni dei mercanti, viene scoperto un antico tempio dimenticato. Gli attacchi dei mostri di sabbia, tuttavia, rendono impossibile proseguire con le ricerche e una minaccia si fa più grave.

### Atto 5 - Parte 2 - Il viaggiatore misterioso
In questo atto incombe la prossima minaccia: un viaggiatore misterioso compare per distruggere il Sigillo esterno della Spada Infuocata. La terra inizia a tremare, un vulcano erutta fumo e fuoco, e fiumi di lava solcano il paesaggio. Come se non bastasse, Kertos, il cane demoniaco e il Re del Fuoco Valakus, sono tornati con l'intenzione di risvegliare il malvagio Dio del Fuoco Greniga, il quale non vede l'ora di trasformare il mondo in un pugno di cenere. 

### Atto 6 - Parte 1 - L'arcipelago scomparso
In questo atto una minaccia più grande si scorge all'orizzonte due divinità si affrontano e la rivalità tra angeli e demoni si rafforza. L'angelo della luce la Dea Zenas e il demonio dell'oscurità la Dea Erenia saranno pronte ad annientare tutti gli avventurieri che oseranno sfidarle.

### Atto 6 - Parte 2 - Il risveglio della Dea Fernon
Grazie all'aggiunta di ulteriori livelli è possibile affrontare la nuova divinità pronta a distruggere il mondo. La Dea Fernon, metà angelo e metà demone, è pronta a piegare sotto il suo controllo ogni essere vivente e insieme ai suoi guardiani darà del filo da torcere agli avventurieri che proveranno ad affrontarla.

### Atto 7 - Parte 1 - Gli orchi e la Torre del Cielo
Benvenuti a Morizios, la terra degli orchi! Spiagge splendide, villaggi pittoreschi e... una tribù fantastica. Un vero idillio! Fatta eccezione per la foresta, meglio non andare da quelle parti... Perché ci sono delle... "creaturine" che creano qualche problema. Ci serve aiuto, l'aiuto di un eroe! In tanti hanno già provato ma hanno fallito, però... tu... sembri molto capace. Queste creature sono aggressive. Sono dei veri mostri, attaccano chiunque! Avventurieri solitari, bande di eroi, raduna amiche e amici per far fuori i malvagi! Ti chiedo cosa faremo mentre ti aspettiamo? Racconteremo storie che narrano del tuo coraggio! Dai, è ora di partire all'avventura!

### Atto 7 - Parte 2 - Conquista la Torre del Cielo
La nostra isola di Morizios è stata attaccata dalle orde di demoni ma insieme siamo riusciti a respingerli. Eppure la pace è sempre fugace. Il sovrano malvagio di Howard, Paimon, sta chiamando le sue truppe attraverso una spaccatura nel cielo.
Scala la torre celeste con i tuoi NosMate e chiudi la spaccatura prima che sia troppo tardi. Come si fa a sigillare la spaccatura? Con ago e filo, ovviamente! Stai in guardia, ci sono mostri ovunque, solo tu puoi salvarci che sei la nostra ultima speranza.

## Meccaniche di gioco e contenuti

### Resistenze
Nel gioco sono presenti alcuni elementi che aumentano la potenza del giocatore, questi elementi vengono assegnati da diverse "fate" e sono:
- Fuoco
- Acqua
- Luce
- Oscurità

Ogni fata può permettere un aumento della forza d'attacco elementale fino al 50%, mentre quelle acquistabili con il sistema NosMall arrivano fino al 70% o all'80%. Gli elementi sono anche presenti nella maggior parte dei mostri.
Per ridurre gli effetti aggiuntivi degli elementi vi sono le cosiddette "resistenze", ottenibili unendo guanti o scarpe, per un massimo di 6 somme, tali somme possono fallire in base ad una certa percentuale. I mostri presenti nel gioco hanno determinate percentuali di resistenze naturali,che possono essere anche negative, in questo caso il danno provocato dall'elemento opposto sarà aumentato di molto.

### Scelta della classe
Il giocatore può scegliere all'inizio del gioco fra tre differenti classi principali: quella dello spadaccino, dell'arciere, del mago e, dopo aver raggiunto almeno il livello 80, può aggiungere anche quella dell'artista marziale. Per le prime tre sono possibili nove diverse specializzazioni, mentre per l'artista solo cinque, più altre sette speciali in comune a tutti, distinguibili grazie alla combinazione di diversi equipaggiamenti ed abilità particolari.

### La Mini-Land e il sistema dei pet
Il giocatore può scoprire il fantastico sistema dei pet di NosTale: l'addomesticamento degli animali selvatici, il loro allenamento e il loro utilizzo tattico durante le battaglie. Nelle Mini-Land il giocatore che impersona il personaggio può costruirsi una confortevole casetta, decorare la sua terrazza con fiori e alberi, ed inoltre può invitare gli amici ed organizzare feste, oppure occuparsi dei suoi animali.

### PvP, PvE e Raid
Il giocatore può sconfiggere mostri, lottare contro gli altri giocatori o unire le forze con i suoi amici per affrontare gli avversari più temibili alla conquista di tesori leggendari.

### Matrimonio
NosTale riserva un altro punto forte: il sistema dei matrimoni. Se ti piace un giocatore o una giocatrice, i vostri personaggi potranno sposarsi nel gioco. Il matrimonio garantisce anche un bonus di esperienza guadagnata in gruppo, e la possibilità di teletrasportarsi gratuitamente ed illimitatamente nella posizione in cui si trova il coniuge.

## Classi
- Avventuriero: è la classe predefinita attribuita ad ogni giocatore ad inizio gioco, ma proseguire con questa risulta particolarmente difficile. L'avventuriero sembra giovane e inesperto, ma le prime impressioni possono ingannare. Ogni giocatore che entra in NosVille inizia come un avventuriero inesperto, si sottopone a duri addestramenti per diventare, un giorno, un vero eroe. Con molta curiosità ed energia, l'avventuriero esercita le sue armi nella lotta contro il male. A differenza delle altre classi, essendo questa unica nel suo genere, le abilità vengono imparate gratuitamente ed in modo autonomo con l'aumentare dei livelli di lavoro. Il livello massimo di lavoro è 20, mentre il livello di esperienza può continuare a salire. Una volta raggiunti i livelli 15 di esperienza e 20 di lavoro ci si può recare da Mimi Mentor[4] e scegliere una delle classi in cui specializzarsi tra: spadaccino, arciere o mago.
- Spadaccino: munito di lame mortali, questo coraggioso guerriero combatte per l'onore e la giustizia. È stato addestrato sia per il combattimento a distanza che per quello ravvicinato e sa utilizzare perfettamente la forza degli elementi. Grazie alle sue numerose e notevoli abilità è in grado di affrontare più avversari contemporaneamente. È considerato un combattente veterano, non rinuncia a nessuna missione affidata.
- Arciere: combatte in nome della natura con la velocità di una volpe e la vista di un'aquila. Può sembrare freddo e distaccato, ma possiede una straordinaria conoscenza, che gli è sempre di grande aiuto. Le tradizioni antiche racchiudono il sapere sull'utilizzo dei veleni e dell'energia della natura. L'arciere è in grado di utilizzare le sue armi con una precisione mortale, sia nei combattimenti a distanza che in quelli ravvicinati.
- Mago: è in grado di vedere al di là degli orizzonti umani, forse addirittura in altri mondi e dimensioni. Egli conosce le forze della natura e le sa utilizzare sapientemente. È cordiale e sempre pronto ad aiutare. Egli dispone di molti punti magia e utilizza attacchi magici sorprendenti ed affascina con le sue armi mistiche, con le quali è in grado di guarire o addirittura di maledire qualcuno.
- Artista marziale: punta tutto su calci e pugni! Dotato di straordinaria agilità ed eccellenti tecniche, si sbarazza degli avversari in tempo zero. L'artista marziale è una delle quattro classi disponibili sul mondo di NosTale e per poterla sbloccare, rispetto alle altre tre, non bisogna aver raggiunto con l'avventuriero un livello di combattimento pari (o superiore) a 15 e un livello di lavoro pari a 20, bensì avere un altro personaggio di lv. 80 o superiore.

## Raid
I raid sono "missioni di gruppo". Un giocatore che possiede il sigillo del raid può creare una squadra e partire per la missione. I sigilli, di solito, si trovano o uccidendo mostri o interfacciandosi con gli NPC utilizzando diversi materiali richiesti combinati tra loro. Il raid inizia quando sono presenti tutti i giocatori, compreso chi lo ha aperto detto capo raid, nella mappa vicino all'entrata e solo quest'ultimo può farlo iniziare, riuscendo anche a radunare a sé i membri usando la pietra del team. All'interno del raid è presente un riquadro che indica gli obiettivi da completare. Tutte le vite nel raid sono in comune, numero che varia in base a quanti membri partecipano, così che per ogni giocatore morto, si perderà una vita, ma se un giocatore muore per tre volte sarà espulso automaticamente dal raid. Se tutte le vite vengono esaurite, il raid sarà perso per tutti.

## Eventi
Per incentivare gli utenti a giocare, durante particolari periodi dell'anno (Pasqua, Estate, Halloween, Natale e Capodanno lunare) sono stati ideati degli eventi che consentono di guadagnare equipaggiamenti o strumenti speciali in tema. I premi più ambiti dai giocatori sono sicuramente i NosMate e oggetti inerenti all'evento.